# 天主教安塔那那利佛總教區
天主教安塔那那利佛總教區（拉丁語：Archidioecesis Antananarivensis）是馬達加斯加一個羅馬天主教教省總教區，下轄四個教區。此總教區是該國五個總教區之一。

## 歷史
1841年設馬達加斯加宗座監牧區，1848年升為宗座代牧區。1898年易名中馬達加斯加宗座代牧區。1913年5月20日易名為塔那那利佛宗座代牧區。1955年9月14日升為總教區。

## 現況
總教區2012年有教友905,960人（佔轄區總人口26.9%）、七十個堂區、292名司鐸。現任總主教為奧東·瑪利亞·亞賽熱·拉匝納克羅納，輔理主教為若望·賈利·安德里安特蘇阿維納。